# JABA京都大会

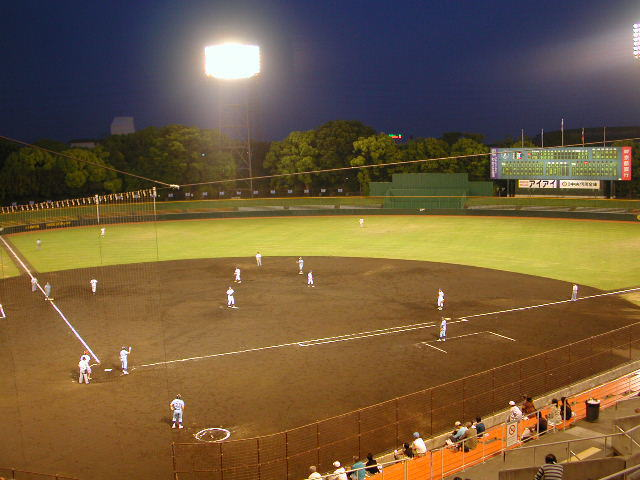
第57回JABA京都大会・決勝戦、大阪ガス－NTT西日本（2005年5月4日、西京極野球場）

JABA京都大会（JABAきょうとたいかい）は、日本野球連盟の近畿地区連盟が主催する社会人野球の大会である。社会人野球日本選手権大会の選考対象大会の1つである。

## 概要
シーズン序盤のゴールデンウィークに行なわれる地区連盟主催大会であり、近畿を中心とした16チームが優勝を争う。
2007年から社会人野球日本選手権大会の選考対象大会の1つとなり、優勝チームは同大会への出場権を得る。かつてはトーナメント戦で行なわれていたが、2010年から日本選手権対象大会の試合形式が統一されたことにより、予選リーグ戦と決勝トーナメント戦の併用となった（第29、30回も同様の形式であった）。
会場は、京都府京都市の西京極球場（現・わかさスタジアム京都）を使用しており、2007年からは滋賀県大津市の皇子山球場（マイネットスタジアム皇子山）も使用されている。
第14回大会（1960年）が開催直前に中止となり、翌年は大会が開催されなかった。その後1962年の第15回大会から大阪・日本生命球場を中心に「大阪大会」として開催され、第50回（1998年）まで続いたが（1997年に日生球場が閉鎖されたので、1998年は大阪・此花の舞洲ベースボールスタジアム等で開催）、第51回（1999年）から再び京都開催に戻り、大会名も「京都大会」となった。
尚、別大会として1960年から1999年には近畿地区連盟主催の京都市長杯大会も西京極球場を中心に春または秋に開催されていた。
2022年大会から健康食品メーカーのわかさ生活が冠スポンサーとなり、「わかさ生活第〇〇回JABA京都大会」という名称で行われている。JABAの大会に冠スポンサーがつくのは史上初。

## 歴代優勝チーム

### 第1期京都大会時代
| 年度（回）       | 優勝チーム     |
| ---------------- | -------------- |
| 1947年（第1回）  | 大日本土木     |
| 1948年（第2回）  | 鐘紡淀川       |
| 1949年（第3回）  | 大洋漁業       |
| 1950年（第4回）  | 日本生命       |
| 1951年（第5回）  | 全鐘紡         |
| 1952年（第6回）  | 日鉄二瀬       |
| 1953年（第7回）  | 川崎重工業     |
| 1954年（第8回）  | 全鐘紡         |
| 1955年（第9回）  | 全鐘紡         |
| 1956年（第10回） | 全鐘紡         |
| 1957年（第11回） | 鐘化カネカロン |
| 1958年（第12回） | 全鐘紡         |
| 1959年（第13回） | 東洋レーヨン   |
| 1960年（第14回） | 大会中止       |
| 1961年           | 大会休止       |

### 大阪大会時代
| 年度（回）       | 優勝チーム     |
| ---------------- | -------------- |
| 1962年（第15回） | 日本生命       |
| 1963年（第16回） | 全鐘紡         |
| 1964年（第17回） | 日本石油       |
| 1965年（第18回） | 全鐘紡         |
| 1966年（第19回） | 日本石油       |
| 1967年（第20回） | 日立製作所     |
| 1968年（第21回） | 日本石油       |
| 1969年（第22回） | サッポロビール |
| 1970年（第23回） | 大昭和製紙     |
| 1971年（第24回） | 大昭和製紙     |
| 1972年（第25回） | 熊谷組         |
| 1973年（第26回） | エアロマスター |
| 1974年（第27回） | 新日本製鐵広畑 |
| 1975年（第28回） | 日本鋼管       |
| 1976年（第29回） | 東京ガス       |
| 1977年（第30回） | 日本楽器       |
| 1978年（第31回） | 松下電器       |
| 1979年（第32回） | 河合楽器       |
| 1980年           | 大会休止       |
| 1981年（第33回） | 電電四国       |
| 1982年（第34回） | 松下電器       |
| 1983年（第35回） | 住友金属       |
| 1984年（第36回） | 松下電器       |
| 1985年（第37回） | 本田技研       |
| 1986年（第38回） | 富士重工業     |
| 1987年（第39回） | プリンスホテル |
| 1988年（第40回） | 熊谷組         |
| 1989年（第41回） | 東芝           |
| 1990年（第42回） | 熊谷組         |
| 1991年（第33回） | 日本生命       |
| 1992年（第44回） | 日本生命       |
| 1993年（第45回） | 日本生命       |
| 1994年（第46回） | 富士重工業     |
| 1995年（第47回） | プリンスホテル |
| 1996年（第48回） | 日本生命       |
| 1997年（第49回） | 松下電器       |
| 1998年（第50回） | 新日本製鐵君津 |

### 第2期京都大会時代
| 年度（回）       | 優勝チーム     | 決勝戦スコア | 準優勝チーム       | 備考                                                                                            |
| ---------------- | -------------- | ------------ | ------------------ | ----------------------------------------------------------------------------------------------- |
| 1999年（第51回） | シダックス     | 5-3          | 三菱重工広島       |                                                                                                 |
| 2000年（第52回） | 三菱自動車水島 | 2-1          | 大阪ガス           |                                                                                                 |
| 2001年（第53回） | NTT西日本      | 12-7         | 日産自動車         |                                                                                                 |
| 2002年（第54回） | NTT西日本      | 3-2          | 松下電器           |                                                                                                 |
| 2003年（第55回） | 日本生命       | 5-1          | ホンダ鈴鹿         |                                                                                                 |
| 2004年（第56回） | 三菱ふそう川崎 | 7-4          | シダックス         |                                                                                                 |
| 2005年（第57回） | 大阪ガス       | 5-3          | NTT西日本          |                                                                                                 |
| 2006年（第58回） | 日本生命       | 5-2          | JFE東日本          |                                                                                                 |
| 2007年（第59回） | JR東日本       | 6-1          | 三菱重工長崎       | 同年から優勝チームに日本選手権への出場権が与えられる。                                          |
| 2008年（第60回） | Honda鈴鹿      | 2-0          | 鷺宮製作所         |                                                                                                 |
| 2009年（第61回） | パナソニック   | 5-4          | NTT西日本          | 延長10回                                                                                        |
| 2010年（第62回） | ヤマハ         | 6-4          | セガサミー         |                                                                                                 |
| 2011年           | 大会中止       | 大会中止     | 大会中止           | 東北地方太平洋沖地震（東日本大震災）の影響のため中止となった。                                  |
| 2012年（第63回） | NTT西日本      | 3-2          | パナソニック       |                                                                                                 |
| 2013年（第64回） | 日本生命       | 7-0          | パナソニック       | 7回コールド                                                                                     |
| 2014年（第65回） | NTT西日本      | 7-6          | トヨタ自動車       |                                                                                                 |
| 2015年（第66回） | 日本生命       | 4-2          | パナソニック       |                                                                                                 |
| 2016年（第67回） | 三菱重工広島   | 9-8          | 三菱重工神戸・高砂 | 延長12回                                                                                        |
| 2017年（第68回） | NTT西日本      | 9-0          | 三菱重工広島       | 7回コールド                                                                                     |
| 2018年（第69回） | パナソニック   | 5-0          | 東芝               |                                                                                                 |
| 2019年（第70回） | 日本生命       | 1-0          | NTT西日本          |                                                                                                 |
| 2020年           | 大会中止       | 大会中止     | 大会中止           | 新型コロナウイルスの影響のため中止となった。                                                    |
| 2021年（第71回） | 三菱重工West   | 9-0          | 王子               | 7回コールド                                                                                     |
| 2022年（第72回） | 三菱重工West   | 2-1          | 三菱重工East       | 日程順延のため、準決勝以降の試合は大阪シティ信用金庫スタジアムでの開催となった。                |
| 2023年（第73回） | 三菱重工West   | 4-0          | 大阪ガス           |                                                                                                 |
| 2024年（第74回） | 東芝           | 5-1          | ヤマハ             | 4月30日に試合開始するも降雨のため6回表でサスペンデッドゲームとなり、 5月2日に試合が再開された。 |
| 2025年（第75回） | NTT西日本      | 1-0          | 東芝               |                                                                                                 |